# قوز الرهيد
قوز الرهيد هي قرية تقع في قلب ولاية الجزيرة، وتتبع سياسيا لمحليتي الحصاحيصا والمناقل، وتقع غرب مدينة الحصاحيصا، وتبعد من مدينة الحصاحيصا حوالي 40 كيلو متر، وتضم القرية العديد من القبائل السودانية المختلفة.
يعمل غالبية سكانها بالزراعة والتجارة وهي ذات موقع استراتيجي يربط بين جميع قري ومدن المنطقة وتقدر مساحتها بحوالي عشرة كيلو متر مربع وبها اراضي زراعية خصبة ذات انتاجية عالية في محاصيل العروة الصيفية والشتوية وبها حزام من الغابات من الناحية الشمالية للقرية مما يضفي عليها طابع سياحي جذاب ويتخلل تلك الاشجار الكثيفة جدول للمياه العذبة.
يقدر سكان القرية بحوالي 5000 نسمة وبها عدد من المرافق الحيوية الهامة مثل: مدرسة الاساس للبنين ومدرسة الاساس للبنات؛ والمدرسة الثانوية المشتركة ونادي قوز الرهيد الثقافي الرياضي الاجتماعي وثلاثة مساجد تقيم الجمعة والجماعة بما فيها المسجد الكبير؛ ومركز صحي قوز الرهيد يتوسط تلك الموسسات ؛ وفي الوقت الحالي تمت ترقته لمستوصف وتم بناءة بطريقة حديثة.

## السكان
معظم السكان هم من قبيلة المغاربة، وتضم القرية قبائل أخرى من بينها قبيلة:
الكواهلة -الشكرية -البطاحين -النفيدية - الجعليين - النوبة - الهوسا- الشايقية - الحلاويين - المسلمية -الكبابيش.